# Serie A 2006-2007 (rugby a 15)
La serie A 2006-07 fu il 73º campionato di seconda divisione di rugby a 15 in Italia.
Si tenne dal 24 settembre 2006 al 24 maggio 2007 tra 24 squadre divise in due gironi paritetici da 12 squadre ciascuno, le prime due classificate di ciascuno dei quali si contesero la promozione nel Super 10.
Fu, tale edizione di torneo, l'ultima a prevedere gironi paritetici composti per quanto possibile su criteri geografici; nella stagione successiva la formula passò a due gironi meritocratici con meccanismi di promozione e retrocessione tra gli stessi.
Il Veneziamestre vinse largamente il suo girone con 35 punti di vantaggio sulla franchise pratese I Cavalieri, mentre il Rugby Roma conquistò la testa del proprio girone con un margine più ridotto sul San Marco di Mogliano Veneto, solo 6 punti.
Se i veneziani rispettarono il pronostico come migliore delle semifinaliste, battendo nel doppio confronto il San Marco nel derby veneto dei play-off pur perdendo la gara d'andata, Roma mancò per il terzo anno consecutivo la promozione perdendo contro I Cavalieri 3-24 a Prato e non riuscendo del tutto a ribaltare il risultato al Tre Fontane, pur vittoriosa.
A Viadana il Veneziamestre batté di stretto margine i toscani per 13-10 e fu promosso in Super 10.
A retrocedere furono CUS Verona, Frascati, Avezzano e i napoletani del Partenope.
La posizione in classifica servì anche come riassegnazione alle serie A1 e A2 della stagione successiva: solo le prime sei squadre di ogni girone infatti, fatta eccezione per quella promossa in Super 10, sarebbero andate a formare la nuova serie A1.

## Squadre partecipanti

### Girone A
| Club            | Sponsor | Città          | Impianto interno                 |
| --------------- | ------- | -------------- | -------------------------------- |
| Amatori Alghero |         | Alghero        | Stadio Maria Pia                 |
| Badia           |         | Badia Polesine | Nuovi impianti sportivi comunali |
| Brescia         |         | Brescia        | Stadio Invernici                 |
| Colorno         |         | Colorno)       | Stadio Maini                     |
| CUS Verona      |         | Verona         | C.S. Gavagnin-Nocini             |
| Frascati        |         | Frascati       | Stadio di Cocciano               |
| I Cavalieri     |         | Prato          | Stadio Chersoni                  |
| Pro Recco       |         | Recco          | Stadio Androne                   |
| Reggio Emilia   |         | Reggio Emilia  | Stadio Crocetta Canalina         |
| S.S. Lazio      |         | Roma           | C.S. Giulio Onesti               |
| Udine           |         | Udine          | Stadio Gerli                     |
| Veneziamestre   |         | Favaro Veneto  | Centro sportivo comunale         |

### Girone B
| Club        | Sponsor | Città             | Impianto interno   |
| ----------- | ------- | ----------------- | ------------------ |
| Avezzano    |         | Avezzano          | Stadio del rugby   |
| Benevento   |         | Benevento         | Stadio Pacevecchia |
| CUS Firenze |         | Firenze           | C.S. Padovani      |
| Leonessa    |         | Brescia           | Stadio Invernici   |
| Lyons       |         | Piacenza          | Stadio Beltrametti |
| Modena      |         | Modena            | Stadio Collegarola |
| Partenope   |         | Napoli            | Stadio Collana     |
| Piacenza    |         | Piacenza          | Stadio Beltrametti |
| Rugby Roma  |         | Roma              | Stadio Tre Fontane |
| San Donà    |         | San Donà di Piave | Stadio Torresan    |
| San Marco   |         | Mogliano Veneto   | Stadio Quaggia     |
| Segni       |         | Segni             |                    |

## Formula
Nella stagione regolare le 24 squadre furono ripartite su due gironi all'italiana da 12 squadre ciascuno, in ognuno dei quali esse si incontrarono con gare di andata e ritorno.
Al termine della prima fase, le vincitrici dei due gironi s'incontrarono in partita di andata e ritorno per determinare la squadra promossa in Super 10 per la stagione successiva.
Le ultime due classificate di ciascuno dei due gironi retrocedettero in serie B.
Inoltre, le prime sei squadre di ogni girone, fatta eccezione per quella promossa in Super 10, avrebbero formato la nuova serie A1 del 2007-08, mentre ultime quattro non retrocesse di ogni girone sarebbero state riassegnate alla nuova serie A2.

## Stagione regolare

### Girone A
| 24-9-2006  | 1ª/12ª giornata               | 7-1-2007  |
| ---------- | ----------------------------- | --------- |
| 19-15      | Frascati - Colorno            | 6-5       |
| 34-27      | Pro Recco - Reggio Emilia     | 23-23     |
| 29-32      | S.S. Lazio - Udine            | 23-41     |
| 13-6       | Alghero - I Cavalieri         | 16-18     |
| 17-26      | Brescia - Veneziamestre       | 18-79     |
| 22-17      | Badia - CUS Verona            | 17-28     |
|            |                               |           |
| 15-10-2006 | 4ª/15ª giornata               | 18-2-2007 |
| 15-40      | Udine - I Cavalieri           | 23-20     |
| 30-29      | Reggio Emilia - Brescia       | 14-22     |
| 40-8       | Colorno - Alghero             | 6-6       |
| 34-26      | CUS Verona - S.S. Lazio       | 17-29     |
| 27-23      | Badia - Pro Recco             | 14-32     |
| 87-8       | Veneziamestre - Frascati      | 41-0      |
|            |                               |           |
| 5-11-2006  | 7ª/18ª giornata               | 1-4-2007  |
| 27-11      | I Cavalieri - CUS Verona      | 20-8      |
| 24-30      | Udine - Colorno               | 10-14     |
| 10-64      | Reggio Emilia - Veneziamestre | 22-33     |
| 28-27      | Alghero - Frascati            | 30-25     |
| 27-20      | S.S. Lazio - Pro Recco        | 19-27     |
| 28-34      | Brescia - Badia               | 21-26     |
|            |                               |           |
| 10-12-2006 | 10ª/21ª giornata              | 22-4-2007 |
| 10-19      | Alghero - Veneziamestre       | 31-40     |
| 12-19      | S.S. Lazio - Brescia          | 11-33     |
| 25-19      | Pro Recco - I Cavalieri       | 14-55     |
| 30-21      | Frascati - Udine              | 6-23      |
| 20-18      | Badia - Reggio Emilia         | 27-29     |
| 19-15      | CUS Verona - Colorno          | 20-22     |

| 1-10-2006  | 2ª/13ª giornata             | 14-1-2007 |
| ---------- | --------------------------- | --------- |
| 27-21      | I Cavalieri - Brescia       | 15-12     |
| 13-9       | Udine - Alghero             | 19-29     |
| 22-12      | Reggio Emilia - S.S. Lazio  | 23-30     |
| 26-18      | Colorno - Pro Recco         | 27-22     |
| 23-12      | CUS Verona - Frascati       | 20-29     |
| 57-19      | Veneziamestre - Badia       | 41-35     |
|            |                             |           |
| 22-10-2006 | 5ª/16ª giornata             | 4-3-2007  |
| 30-11      | Brescia - Colorno           | 19-23     |
| 25-19      | Alghero - CUS Verona        | 13-9      |
| 22-40      | Udine - Veneziamestre       | 26-56     |
| 32-24      | Pro Recco - Frascati        | 19-34     |
| 39-33      | S.S. Lazio - Badia          | 22-25     |
| 38-8       | I Cavalieri - Reggio Emilia | 26-8      |
|            |                             |           |
| 26-11-2006 | 8ª/19ª giornata             | 7-4-2007  |
| 15-38      | Frascati - Brescia          | 20-25     |
| 25-8       | Pro Recco - Alghero         | 18-19     |
| 28-23      | Badia - I Cavalieri         | 9-35      |
| 19-19      | CUS Verona - Udine          | 23-30     |
| 27-26      | Colorno - Reggio Emilia     | 27-23     |
| 34-12      | Veneziamestre - S.S. Lazio  | 44-41     |
|            |                             |           |
| 17-12-2006 | 11ª/22ª giornata            | 29-4-2007 |
| 21-19      | Colorno - Badia             | 14-23     |
| 21-13      | Reggio Emilia - Frascati    | 26-20     |
| 45-16      | Udine - Pro Recco           | 33-15     |
| 48-16      | I Cavalieri - S.S. Lazio    | 20-46     |
| 25-14      | Brescia - Alghero           | 12-23     |
| 59-10      | Veneziamestre - CUS Verona  | 59-24     |

| 8-10-2006  | 3ª/14ª giornata             | 21-1-2007 |
| ---------- | --------------------------- | --------- |
| 17-18      | Frascati - Badia            | 13-20     |
| 17-13      | I Cavalieri - Veneziamestre | 7-27      |
| 21-26      | Brescia - Udine             | 6-19      |
| 27-13      | Alghero - Reggio Emilia     | 12-20     |
| 26-23      | Pro Recco - CUS Verona      | 16-19     |
| 12-11      | S.S. Lazio - Colorno        | 12-37     |
|            |                             |           |
| 29-10-2006 | 6ª/17ª giornata             | 25-3-2007 |
| 27-36      | Reggio Emilia - Udine       | 22-21     |
| 34-10      | Colorno - I Cavalieri       | 19-19     |
| 11-16      | CUS Verona - Brescia        | 6-15      |
| 24-23      | Badia - Alghero             | 9-11      |
| 11-28      | Frascati - S.S. Lazio       | 25-32     |
| 29-10      | Veneziamestre - Pro Recco   | 32-19     |
|            |                             |           |
| 3-12-2006  | 9ª/20ª giornata             | 15-4-2007 |
| 25-51      | Colorno - Veneziamestre     | 17-36     |
| 46-3       | Alghero - S.S. Lazio        | 27-26     |
| 10-25      | Brescia - Pro Recco         | 33-18     |
| 8-20       | I Cavalieri - Frascati      | 27-17     |
| 21-26      | Udine - Badia               | 24-13     |
| 10-36      | Reggio Emilia - CUS Verona  | 26-18     |

#### Classifica
|  |     | Squadra         | G  | V  | N | P  | PF  | PS  | P±   | B  | Pt  |
|  | --- | --------------- | -- | -- | - | -- | --- | --- | ---- | -- | --- |
|  | 1.  | Veneziamestre   | 22 | 21 | 0 | 1  | 952 | 400 | 552  | 19 | 103 |
|  | 2.  | I Cavalieri     | 22 | 14 | 1 | 7  | 535 | 403 | 132  | 10 | 68  |
|  | 3.  | Colorno         | 22 | 12 | 2 | 8  | 463 | 432 | 31   | 8  | 60  |
|  | 4.  | Badia           | 22 | 12 | 0 | 10 | 488 | 557 | −69  | 11 | 59  |
|  | 5.  | Amatori Alghero | 22 | 12 | 1 | 9  | 428 | 416 | 12   | 8  | 58  |
|  | 6.  | Udine           | 22 | 11 | 1 | 10 | 543 | 521 | 22   | 9  | 55  |
|  | 7.  | Brescia         | 22 | 10 | 0 | 12 | 470 | 475 | −5   | 10 | 50  |
|  | 8.  | Pro Recco       | 22 | 8  | 1 | 13 | 477 | 573 | −96  | 7  | 41  |
|  | 9.  | S.S. Lazio      | 22 | 8  | 0 | 14 | 507 | 629 | −122 | 9  | 41  |
|  | 10. | Reggio Emilia   | 22 | 8  | 1 | 13 | 448 | 595 | −147 | 5  | 39  |
|  | 11. | CUS Verona      | 22 | 6  | 1 | 15 | 417 | 536 | −119 | 9  | 35  |
|  | 12. | Frascati        | 22 | 6  | 0 | 16 | 394 | 585 | −191 | 10 | 34  |

### Girone B
| 24-9-2006  | 1ª/12ª giornata         | 7-1-2007  |
| ---------- | ----------------------- | --------- |
| 28-15      | San Marco - Leonessa    | 18-25     |
| 11-38      | Modena - San Donà       | 15-35     |
| 47-0       | Benevento - Avezzano    | 29-13     |
| 12-40      | Partenope - CUS Firenze | 7-41      |
| 46-33      | Piacenza - Segni        | 6-12      |
| 51-28      | Rugby Roma - Lyons      | 35-23     |
|            |                         |           |
| 15-10-2006 | 4ª/15ª giornata         | 18-2-2007 |
| 66-3       | Leonessa - Partenope    | 19-10     |
| 20-23      | San Marco - Benevento   | 10-12     |
| 19-36      | San Donà - Piacenza     | 14-10     |
| 7-62       | Avezzano - Rugby Roma   | 0-25      |
| 22-13      | CUS Firenze - Segni     | 23-25     |
| 30-12      | Lyons - Modena          | 27-23     |
|            |                         |           |
| 5-11-2006  | 7ª/18ª giornata         | 1-4-2007  |
| 14-47      | Avezzano - Lyons        | 20-31     |
| 15-13      | Piacenza - Modena       | 21-0      |
| 20-15      | CUS Firenze - San Donà  | 15-33     |
| 14-5       | Segni - Leonessa        | 10-31     |
| 37-3       | Rugby Roma - San Marco  | 6-19      |
| 0-36       | Partenope - Benevento   | 9-15      |
|            |                         |           |
| 10-12-2006 | 10ª/21ª giornata        | 22-4-2007 |
| 32-17      | San Marco - Avezzano    | 40-18     |
| 18-12      | Modena - CUS Firenze    | 24-22     |
| 28-26      | Benevento - Segni       | 38-23     |
| 3-32       | Partenope - Rugby Roma  | 5-69      |
| 24-27      | Piacenza - Lyons        | 12-17     |
| 32-17      | Leonessa - San Donà     | 19-54     |

| 1-10-2006  | 2ª/13ª giornata         | 14-1-2007 |
| ---------- | ----------------------- | --------- |
| 3-28       | Segni - Rugby Roma      | 28-57     |
| 48-17      | Leonessa - Modena       | 30-13     |
| 24-30      | San Donà - Benevento    | 29-38     |
| 6-29       | CUS Firenze - Piacenza  | 22-27     |
| 35-36      | Lyons - San Marco       | 22-29     |
| 20-12      | Avezzano - Partenope    | 14-7      |
|            |                         |           |
| 22-10-2006 | 5ª/16ª giornata         | 4-3-2007  |
| 38-13      | Benevento - Modena      | 31-19     |
| 33-39      | Lyons - CUS Firenze     | 22-23     |
| 84-0       | Segni - Avezzano        | 22-16     |
| 42-11      | Rugby Roma - San Donà   | 23-6      |
| 7-36       | Partenope - San Marco   | 0-48      |
| 26-7       | Piacenza - Leonessa     | 10-10     |
|            |                         |           |
| 26-11-2006 | 8ª/19ª giornata         | 7-4-2007  |
| 13-9       | San Marco - Segni       | 48-13     |
| 16-33      | Modena - Rugby Roma     | 13-36     |
| 11-15      | Benevento - Piacenza    | 14-31     |
| 52-25      | Lyons - Partenope       | 16-17     |
| 39-20      | Leonessa - CUS Firenze  | 4-11      |
| 34-8       | San Donà - Avezzano     | 20-16     |
|            |                         |           |
| 17-12-2006 | 11ª/22ª giornata        | 29-4-2007 |
| 34-19      | Rugby Roma - Piacenza   | 15-26     |
| 9-10       | San Donà - San Marco    | 13-25     |
| 25-24      | Lyons - Leonessa        | 28-53     |
| 8-17       | Avezzano - Modena       | 7-17      |
| 32-20      | Segni - Partenope       | 32-28     |
| 10-25      | CUS Firenze - Benevento | 5-31      |

| 8-10-2006  | 3ª/14ª giornata          | 21-1-2007 |
| ---------- | ------------------------ | --------- |
| 35-13      | Segni - Lyons            | 13-21     |
| 23-11      | Benevento - Leonessa     | 17-38     |
| 3-32       | Partenope - San Donà     | 17-23     |
| 36-17      | Piacenza - Avezzano      | 28-14     |
| 50-15      | Rugby Roma - CUS Firenze | 50-12     |
| 12-29      | Modena - San Marco       | 12-29     |
|            |                          |           |
| 29-10-2006 | 6ª/17ª giornata          | 25-3-2007 |
| 36-25      | Modena - Partenope       | 0-7       |
| 23-37      | Lyons - Benevento        | 6-27      |
| 22-29      | Avezzano - CUS Firenze   | 13-19     |
| 32-33      | San Donà - Segni         | 35-6      |
| 32-24      | Leonessa - Rugby Roma    | 22-37     |
| 25-39      | San Marco - Piacenza     | 10-22     |
|            |                          |           |
| 3-12-2006  | 9ª/20ª giornata          | 15-4-2007 |
| 15-16      | Avezzano - Leonessa      | 10-28     |
| 59-20      | San Donà - Lyons         | 22-40     |
| 15-31      | CUS Firenze - San Marco  | 19-49     |
| 19-5       | Segni - Modena           | 7-36      |
| 31-16      | Rugby Roma - Benevento   | 31-6      |
| 39-16      | Piacenza - Partenope     | 28-8      |

#### Classifica
|  |     | Squadra     | G  | V  | N | P  | PF  | PS  | P±   | B  | Pen | Pt |
|  | --- | ----------- | -- | -- | - | -- | --- | --- | ---- | -- | --- | -- |
|  | 1.  | Rugby Roma  | 22 | 19 | 0 | 3  | 807 | 320 | 487  | 10 | 0   | 86 |
|  | 2.  | San Marco   | 22 | 17 | 0 | 5  | 579 | 387 | 192  | 12 | 0   | 80 |
|  | 3.  | Benevento   | 22 | 16 | 0 | 6  | 588 | 390 | 198  | 15 | 0   | 79 |
|  | 4.  | Piacenza    | 22 | 16 | 1 | 5  | 545 | 344 | 201  | 11 | 0   | 77 |
|  | 5.  | Leonessa    | 22 | 14 | 1 | 7  | 604 | 430 | 174  | 13 | 0   | 71 |
|  | 6.  | San Donà    | 22 | 11 | 0 | 11 | 574 | 470 | 104  | 14 | 0   | 58 |
|  | 7.  | Lyons       | 22 | 10 | 0 | 12 | 586 | 630 | −44  | 15 | 0   | 55 |
|  | 8.  | Segni       | 22 | 10 | 0 | 12 | 493 | 551 | −58  | 6  | 0   | 46 |
|  | 9.  | CUS Firenze | 22 | 8  | 0 | 14 | 450 | 602 | −152 | 11 | 0   | 43 |
|  | 10. | Modena      | 22 | 6  | 0 | 16 | 342 | 547 | −205 | 6  | 0   | 30 |
|  | 11. | Avezzano    | 22 | 2  | 0 | 20 | 269 | 681 | −412 | 5  | 0   | 13 |
|  | 12. | Partenope   | 22 | 2  | 0 | 20 | 241 | 726 | −485 | 6  | 4   | 10 |

## Fase aplay-off
|  | Semifinali | Semifinali    | Semifinali | Semifinali | Semifinali |  |  | Finale        | Finale        | Finale |  |
|  |            |               |            |            |            |  |  |               |               |        |  |
|  | B2         | San Marco     | 23         | 19         | 42         |  |  |               |               |        |  |
|  | A1         | Veneziamestre | 14         | 30         | 44         |  |  | Veneziamestre | Veneziamestre | 13     |  |
|  | A2         | I Cavalieri   | 24         | 7          | 31         |  |  | I Cavalieri   | I Cavalieri   | 10     |  |
|  | B1         | Rugby Roma    | 3          | 15         | 18         |  |  |               |               |        |  |

### Semifinali
| Arbitro: | Dordolo (Udine) |

|                                         |      |            |
| A. De Rossi 29’ Tempestino 47’ Kahn 61’ | mt   |            |
| Bambry 29’, 47’, 61’                    | tr   |            |
| Bambry 74’                              | c.p. | 4’ Anversa |

| Arbitro: | Giulio De Santis (Roma) |

|                          |      |                        |
| Frassinella 25’ Damo 32’ | mt   | 16’ Wium 50’ Benaffiel |
| Benetti 25’, 32’         | tr   | 16’, 50’ Gibson        |
| Benetti 9’, 13’, 63’     | c.p. |                        |

| Arbitro: | Stefano Marrama (Padova) |

|                                 |      |                           |
| Varani 8’ Cecere 40’ Visser 50’ | mt   | 78’ Vezzosi               |
|                                 | c.p. | 19’, 48’, 54’, 65’ Bambry |

| Arbitro: | Bonacci (Roma) |

|                                  |      |                           |
| Gianesini 12’ Wium 36’           | mt   | 71’ Morsino               |
| Levi 36’                         | tr   | 71’ Benetti               |
| Levi 1’, 21’, 30’, 47’, 53’, 77’ | c.p. | 5’, 24’, 42’, 60’ Benetti |

### Finale
| Arbitro: | Passacantando (L'Aquila) |

|               |      |            |
| Gianesini 32’ | mt   | 2’ Kahn    |
| Gibson 32’    | tr   | 2’ Bambry  |
| Gibson 37’    | c.p. | 20’ Bambry |
| Gibson 60’    | drop |            |

## Verdetti
- Veneziamestre: Campione d'Italia Serie A, promossa in Super 10
- CUS Verona, Frascati, Avezzano e Partenope: retrocesse in Serie B